# Tsugumomo
Tsugumomo (яп. つぐもも, Цуґумомо) — манґа Йошікадзу Хамада, яка виходила в безкоштовному онлайн журналі Comic High! видавництва Futabasha з грудня 2007 року. До початку роботи над Цуґумомо манґака ілюстрував різні ранобе, і саме ця манґа стала для нього першою великою роботою.
Аніме-адаптація манґи була створена студією Zero-G та транслювалася з квітня по червень 2017 року. Другий сезон аніме розпочав трансляцію 5 квітня 2020 року.

## Сюжет
Дія сюжету розгортається навколо юнака на ім'я Кадзуя Кагамі (яп. 加賀見 一也, Кагамі Кадзуя). У його володінні є пояс з мотивами сакури, і одного разу з цього пояса виникає цукумоґамі — його дух. Дивна блакитноволоса дівчина, що представилася Кіріхою (яп. 桐葉, Кіріха), заявляє, що відтепер Кадзуя є її рабом, що перетворює його життя на справжнє випробування.

## Медіа

### Манґа
Йошікадзу Хамада створив манґу «Цуґумомо» та розпочав її випуск у 2007 році. Спочатку вона публікувалася у веб-журналі Comic Seed! видавництва Futabasha, потім 20 серпня 2008 року перемістилася до журналу WEB Comic High!. Пізніше вона переїхала до нового журналу видавництва Monthly Action, разом з виходом його першого номера 25 травня 2013 року.
Зав'язка сюжету майбутньої манґи була опублікована автором як додзінсі до 72 Комікету (серпень 2007). У ній автор розповів про зустріч Кадзуї та Кіріхи, а також ввів багатьох персонажів, хоча при серіалізації зміст було перероблено.

#### Список томів
| №  | Дата виходу       | ISBN                                          |
| -- | ----------------- | --------------------------------------------- |
| 1  | 28 червня 2008    | ISBN 978-4-575-83509-0                        |
| 2  | 11 квітня 2009    | ISBN 978-4-575-83609-7                        |
| 3  | 10 жовтня 2009    | ISBN 978-4-575-83682-0                        |
| 4  | 12 травня 2010    | ISBN 978-4-575-83768-1                        |
| 5  | 12 листопада 2010 | ISBN 978-4-575-83837-4                        |
| 6  | 12 липня 2011     | ISBN 978-4-575-83926-5                        |
| 7  | 12 січня 2012     | ISBN 978-4-575-84018-6                        |
| 8  | 12 червня 2012    | ISBN 978-4-575-84081-0                        |
| 9  | 12 вересня 2012   | ISBN 978-4-575-84127-5                        |
| 10 | 12 лютого 2013    | ISBN 978-4-575-84194-7                        |
| 11 | 12 липня 2013     | ISBN 978-4-575-84261-6                        |
| 12 | 10 лютого 2014    | ISBN 978-4-575-84344-6                        |
| 13 | 10 червня 2014    | ISBN 978-4-575-84425-2                        |
| 14 | 9 січня 2015      | ISBN 978-4-575-84559-4                        |
| 15 | 9 травня 2015     | ISBN 978-4-575-84617-1                        |
| 16 | 10 жовтня 2015    | ISBN 978-4-575-84703-1                        |
| 17 | 12 квітня 2016    | ISBN 978-4-575-84782-6                        |
| 18 | 12 вересня 2016   | ISBN 978-4-575-84849-6                        |
| 19 | 11 березня 2017   | ISBN 978-4-575-84939-4                        |
| 20 | 10 листопада 2017 | ISBN 978-4-575-85056-7                        |
| 21 | 12 червня 2018    | ISBN 978-4-575-85166-3                        |
| 22 | 12 листопада 2018 | ISBN 978-4-575-85228-8                        |
| 23 | 12 березня 2019   | ISBN 978-4-575-85290-5                        |
| 24 | 22 січня 2020     | ISBN 978-4-575-85386-5 978-4-575-85387-2 (SP) |
| 25 | 12 травня 2020    | ISBN 978-4-575-85446-6                        |
| 26 | 10 грудня 2020    | ISBN 978-4-575-85522-7                        |
| 27 | 10 червня 2021    | ISBN 978-4-575-85591-3                        |
| 28 | 12 лютого 2022    | ISBN 978-4-575-85690-3                        |
| 29 | 10 серпня 2022    | ISBN 978-4-575-85745-0                        |
| 30 | 9 лютого 2023     | ISBN 978-4-575-85803-7                        |
| 31 | 12 липня 2023     | ISBN 978-4-575-85862-4                        |

### Аніме
Аніме-адаптація була анонсована разом з виходом 18-го тому манґи 12 вересня 2016, пізніше стало відомо, що вона буде у форматі телесеріалу. Його прем'єра відбулася у квітні 2017 року. За режисуру та сценарій відповідав Реїті Курая на студії Zero-G, а за музику — Ясухару Таканасі (Pony Canyon). Аніме вперше транслювалося з 3 квітня по 19 червня 2017 року на каналах Animax, Tokyo MX та BS11. Усього було показано 12 серій. Crunchyroll придбали права для стрімінгу серіалу у Північній та Латинській Америці, Австралії, Новій Зеландії, Південній та Північній Африці, Європі та Близькому Сході.
Нова 20-хвилинна OVA була створена завдяки краудфандингу. Вона додалася до 24 тому манґи, що вийшов 22 січня 2020 року.

## Відгуки та критика
На думку оглядача онлайн-журналу «АниМаг» від Йошікадзу Хамади, як новачка у справі створення манґи, можна було очікувати різних помилок та поганого виконання, проте результат виявився іншим. За його словами малюнок у «Цугумомо» хороший: присутні численні деталі, безліч ракурсів, герої не схожі один на одного та мають свої унікальні риси. Але головним та суттєвим недоліком твору він називає «заштампованість», за словами рецензента «очевидний факт у тому, що починається дана історія так, як починалися вже десятки, якщо не сотні подібних оповідань», проте «далі сюжет стає цікавішим і різноманітнішим». Також він відзначив еччі-особливості манґи: у ній є чимало сцен у ванній та гарячих джерелах, «де нагота просто повинна бути». У післямові другого тому манґи Хамада навіть пообіцяв роздягнути всіх героїнь.